# Nem-mezociklonális tornádó
A nem-mezociklonális tornádó (angolul landspout, víz felett létrejövő típusa a non-tornadic waterspout) a tornádóknak egy határeseti típusa. Tulajdonképpen egy olyan forgó légoszlop, mely nem a zivatarfelhőből indul ki, hanem a föld- vagy vízfelszín közelében keletkezik, majd egy elhaladó zivatarfelhő aljáig elérve, "felszippantásra kerül".

### Kialakulása
A nem-mezociklonális tornádó egy felszínközeli légörvénnyel kezdődik, mely létrejöhet a vihar előterében a különböző labilis légtömegek ütközéséből, esetleg lehet egy, a vihar kifutófrontjában létrejövő gustnado, ritkán akár porördög is.
Ez a forgó légörvény ezután addig emelkedik, amíg egy átvonuló zivatarfelhő alját el nem éri, melyben egy belső, nem-mezociklonális forgó légörvény mintegy "felkapja" a lentről kiinduló légörvényt, mely ezután definíció szerint tornádónak minősül.
Ezen folyamat nem szupercellás zivatarfelhők esetében is lejátszódhat, mintegy "lehetőséget adva" egy gyengébb zivatarnak pusztító tornádók létrehozására.

### Jellemzői
A hagyományos tornádóktól eltérően a nem-mezociklonális tornádók többsége nem rendelkezik látható kondenzációs felhőtölcsérrel, csupán a felszínről felszippantott por és törmelék teszi őket láthatóvá.
Mivel a nem-mezociklonális tornádók motorja nem egy stabilan forgó mezociklon, így jellemzően gyengébbek és rövidebb életűek egy hagyományos tornádónál.
Egy tipikus nem-mezociklonális tornádó nagyjából 15 percig tombol, és legfeljebb EF0 kategóriájú, azonban volt már példa ennél jóval hosszabb ideig fennálló, EF3 kategóriájú légörvényre is.